# پاول سیلنسکی
پاول سیلنسکی (به آلمانی: Paul Zielinski) بازیکن فوتبال و هافبک اهل آلمان است که از سال ۱۹۳۴ میلادی عضو تیم ملی فوتبال آلمان بوده‌است. وی در ۱۵ بازی ملی حضور داشته است و آخرین بازی ملی خود را در سال ۱۹۳۶ میلادی انجام داد. پاول سیلنسکی در بازی‌های ملی‌اش گلی به ثمر نرساند.